# Tom Telesco
Tom Telesco (Buffalo, 12 dicembre 1972) è un dirigente sportivo statunitense che è stato general manager dei Los Angeles Chargers (dal 2013 al 2023) e dei Las Vegas Raiders (nel 2024) della National Football League (NFL).

## Biografia
Telesco, nato a Buffalo, crebbe a Hamburg dove frequentò la Saint Francis High School per poi iscriversi alla John Carroll University dove dal 1992 al 1996 ha giocato a football con i Blue Streaks, impegnati nell'Ohio Athletic Conference (OAC) della Divisione III della NCAA, ricoprendo il ruolo di wide receiver e dove vinse il campionato nel 1994. Si è quindi laureato in Business Management nel 1995.
Telesco è amico di David Caldwell che è stato general manager dei Jacksonville Jaguars dal 2013 al 2020: i due si conobbero ai tempi della scuola superiore, frequentarono insieme la John Carroll University e poi lavorarono entrambi per i Colts. Nel periodo del college con i Blue Streaks ebbe come compagni di squadra  Chris Polian, Greg Roman, Josh McDaniels, Nick Caserio e London Fletcher, tutti poi approdati in vari ruoli nella NFL.
Telesco e la moglie Larah hanno tre figli.

## Carriera da dirigente sportivo

### Primi anni
Negli anni del college Telesco fu stagista dei Buffalo Bills  durante il periodo estivo dal 1991 al 1994, sotto Bill Polian. Poi, terminata l'università, nel 1995 fu reclutato da Polian come assistente per lo scouting dei Carolina Panthers quindi nel 1997 promosso area scout.

### Indianapolis Colts
Nel 1998 Telesco passò sempre col ruolo di area scout agli Indianapolis Colts, seguendo Polian che ne era diventato il general manager.  Nel 2001 fu promosso pro scout e nel 2004 divenne direttore del pro scouting, per poi passare nel 2006 a fare il direttore del personale sportivo della squadra ed infine nel 2012 vice presidente delle operazioni.
Gli anni di Telesco con i Colts coincisero con uno dei periodi più di successo per la franchigia guidata in campo dal quarterback Peyton Manning: dal 1998 al 2012 la squadra di Indianapolis ebbe un record di 154 vittorie e 86 sconfitte, arrivando 12 volte ai play-off, vincendo otto titoli di division e quattro volte arrivando al secondo posto. Nello stesso periodo solo i New England Patriots di Tom Brady ebbero più vittorie, con 168. Due furono le apparizioni al Super Bowl: quello XLI vinto contro i Chicago Bears e quello XLIV perso contro i New Orleans Saints.

### San Diego / Los Angeles Chargers
Il 9 gennaio 2013 Telesco fu scelto come nuovo general manager dei San Diego Chargers. Ereditò una squadra che mancava dai play-off dal 2009 e che aveva ottenuto risultati insufficienti anche a causa di infortuni e scarsa disponibilità di giocatori di livello nel roster. A quarant'anni Telesco divenne così il più giovane general manager della storia dei Chargers e uno dei più giovani nella NFL.
Telesco rimase general manager dei Chargers per 11 stagioni, potenziando la squadra andando a selezionare nel corso degli anni otto pro bowler, tra cui Keenan Allen (2013), Joey Bosa (2016), Derwin James (2018) e Justin Herbert (2020) ma non ottenendo particolari risultati sul campo: i Chargers disputarono solo tre gare di play-off e non vinsero mai la division.
Il 15 dicembre 2023, dopo la larga sconfitta 21-63 patita contro i Las Vegas Raiders e con un record di 5 vittorie e 9 sconfitte, ultimi della division e ormai fuori dalla corsa ai play-off, i Chargers licenziarono Telesco insieme al capo-allenatore Brandon Staley.

### Las Vegas Raiders
Il 23 gennaio 2024 Telesco fu nominato general manager dei Las Vegas Raiders.
La stagione 2024 fu però una delle peggiori degli ultimi anni della squadra nero-argento, chiusa sul record di 4-13, sei sconfitte su sei gare disputate contro i rivali di division e fuori dalla corsa ai play-off già a novembre. 
Il 9 gennaio 2025, subito dopo il termine della stagione regolare, Telesco fu licenziato.